# Wrestle Kingdom III
Wrestle Kingdom III fue la tercera edición de Wrestle Kingdom, un evento pago por visión (PPV) de lucha libre profesional realizado por la New Japan Pro-Wrestling. Tuvo lugar el 4 de enero de 2009 desde el Tokyo Dome en Tokio, Japón.
Por segunda vez consecutiva el evento contó con la participación de luchadores de la Total Nonstop Action Wrestling. Además contó con la presencia de luchadores del Consejo Mundial de Lucha Libre, Pro Wrestling NOAH, Pro Wrestling ZERO1 y All Japan Pro Wrestling.

## Resultados
- Milano Collection A.T., Minoru & Taichi Ishikari derrotaron a Kazuchika Okada, Mitsuhide Hirasawa & Nobuo Yoshihashi (6:24)

- Místico, Prince Devitt & Ryusuke Taguchi derrotaron a Gedo, Jado & Averno (9:50)

- Jushin Thunder Liger & Takuma Sano derrotaron a Kōji Kanemoto & Wataru Inoue (8:47)

- Motor City Machine Guns (Alex Shelley & Chris Sabin) derrotaron a No Limit (Tetsuya Naitō & Yujiro) ganando el Campeonato en Parejas de Peso Semicompleto de la IWGP (13:21)

- Tiger Mask derrotó a Low Ki ganando el Campeonato Mundial de Peso Semicompleto de la IWGP (8:48)

- Kurt Angle, Kevin Nash, Masahiro Chono & Riki Chōshū derrotaron a Giant Bernard, Karl Anderson, Takashi Iizuka & Tomohiro Ishii (7:09)

- Yuji Nagata derrotó a Masato Tanaka reteniendo el Campeonato Mundial de Peso Completo de Zero1 (11:41)

- Jun Akiyama derrotó a Manabu Nakanishi (10:27)

- Team 3D (Brother Ray & Brother Devon) derrotó a The Most Violent Players (Togi Makabe & Toru Yano) ganando el Campeonato de Parejas de la IWGP en un Hardcore match (15:34)

- Shinsuke Nakamura & Hirooki Goto derrotaron a Mitsuharu Misawa & Takashi Sugiura (15:17)

- Hiroshi Tanahashi derrotó a Keiji Mutō ganando el Campeonato Mundial de Peso Completo de la IWGP (30:32)